# Македонски-Брод (община)
Маке́донски-Брод (макед. Општина Македонски Брод) — община в Северной Македонии. Расположена в центре страны. Население составляет 7141 человек (2002 год).
Административный центр — город Македонски-Брод.
Площадь территории общины 888,97 км².
Граничит с общинами Северной Македонии:
- на западе — с общинами Осломей и Гостивар;
- на северо-западе — с общиной Брвеница;
- на севере — с общиной Желино;
- на северо-востоке — с общинами Студеничани и Сопиште;
- на востоке — с общиной Чашка;
- на юго-востоке — с общиной Долнени;
- на юге — с общинами Крушево и Вранештица;
- на юго-западе — с общиной Пласница.

В состав общины кроме города Македонски-Брод входят ещё 50 сёл: Белица, Бенче, Битово, Близанско, Брезница, Брест, Вир, Волче, Горни-Манастирец, Горно-Ботушье, Горно-Крушье, Грешница, Девич, Долни-Манастирец, Долно-Ботушье, Долно-Крушье, Драгов-Дол, Дреново, Заград, Звечан, Здунье, Зркле, Ижиште, Инче, Калугёрец, Ковач, Ковче, Косово, Крапа, Латово, Локвица, Лупште, Могилец, Модриште, Ореовец, Рамне, Растеш, Русяци, Самоков, Сланско, Слатина, Старо-Село, Суводол, Сушица, Тажево, Томино-Село, Тополница, Требино, Требовлье и Црешнево.
Этническая структура населения в общине по переписи населения 2002 года:
- македонцы — 6927 чел.;
- турки — 181 чел.;
- сербы — 22 чел.;
- цыгане — 3 чел.;
- боснийцы — 1 чел.;
- остальные — 7 чел.

По территории общины протекает река Треска (Голема).